# Шагги Бейн
«Шагги Бейн» (англ. Shuggie Bain) — дебютный роман шотландско-американского писателя Дугласа Стюарта, опубликованный в 2020 году. Роман во многом биографичен, он рассказывает историю взросления мальчика Шагги Бейна от 6 до 16 лет. Семья Шагги живёт в Глазго в одном из новых (новых в 1980-е годы) («эпохи Тэтчер») районов города. Сам автор отмечал, что его роман — это история любви, которую могут испытывать дети к «небезупречным» родителям. Роман был удостоен Букеровской премии 2020 года, что сделало Стюарта вторым шотландским обладателем этой премии после Джеймса Келмана с книгой «До чего ж оно всё запоздало» в 1994 году. Книга также стала финалистом Национальной книжной премии в области художественной литературы 2020 года.

## Сюжет
В 1992 году Хью «Шагги» Бейну пятнадцать лет, он живёт один в пансионе в Глазго. Работая посменно в гастрономе супермаркета, он мечтает стать парикмахером. А в 1981 году шестилетний Шагги живёт в многоквартирном доме в Сайтхилле вместе со своими дедушкой и бабушкой по материнской линии, Вулли и Лиззи, матерью, Агнес Бейн, отцом Хью, или Шагом (Шаг — производное от имени Хью), Бэйном, единоутробным братом Ликом и единоутробной сестрой Кэтрин.
Отец Шагги работает таксистом и имеет романы с другими женщинами. Агнес — красивая женщина, похожая на Элизабет Тейлор, но она не удовлетворена своей жизнью, она на глазах семьи превращается в пьяницу. В следующем году семья переезжает в муниципальный дом в пригородном посёлке Питхед при шахте, теперь закрытой. Однако муж использует переезд для того, чтобы бросить жену, сына и приёмных детей. Агнес жаждет гламурной жизни, но её претензии плохо сочетаются с реалиями, она все больше погружается в пьянство.
Между тем, над Шагги издеваются в школе и соседи, потому что он не похож на других, в нём рано просматриваются признаки женственности. Шагги, безумно любящий мать, часто пропускает школу, чтобы заботиться о матери во время её похмелий. Родители Агнес умирают, её дочь в 18 лет выходит замуж, уезжает с мужем на заработки в Южную Африку. Алкоголизм, неразборчивые связи разрушают Агнес нравственно и физически.
Луч надежды пробивается к ней, когда она начинает ходить на собрания анонимных алкоголиков, она отказывается от пьянства и устраивается на работу на заправочной станции. Она влюбляется в таксиста по имени Юджин, он отвечает ей взаимностью, но Юджин заставляет её опять начать пить. Юджин уходит от Агнес. В одном из приступов пьяной ярости она выгоняет из дома своего старшего сына Лика. Один Шагги остаётся верным матери. Они возвращаются из посёлка в город. Попытки Агнес бросить пить безуспешны, она умирает в присутствии Шагги. Шагги в шестнадцать лет остаётся один.

## Критика
На церемонии награждения жюри Букеровской премии рассказало о книге и заявило, что роман «смелый, устрашающий и меняющий жизнь».